# Mňága a Žďorp
Mňága a Žďorp – czeska grupa muzyczna, zaliczana do wykonawców rocka alternatywnego i wywodząca się z miasta Valašské Meziříčí na Morawach. Muzycy tworzący dziś zespół rozpoczęli współpracę w 1983 roku, początkowo w różnych składach i z różnymi nazwami. Od 1987 roku występują razem już tylko jako Mňága a Žďorp. Za największy przebój grupy uznawana jest piosenka Hodinový hotel („Hotel na godziny”), pochodząca z ich debiutu fonograficznego Made in Valmez z 1991 roku. Liderem grupy od początku jej istnienia jest Petr Fiala (ur. 1964).
W 1996 roku muzycy grupy wystąpili w komedii filmowej Mňága – Happy End, będącej debiutem reżyserskim Petra Zelenki. Nakręcony w konwencji paradokumentalnej film opowiada o kulisach założenia zespołu, które jednak zostały całkowicie zmyślone.

## Skład

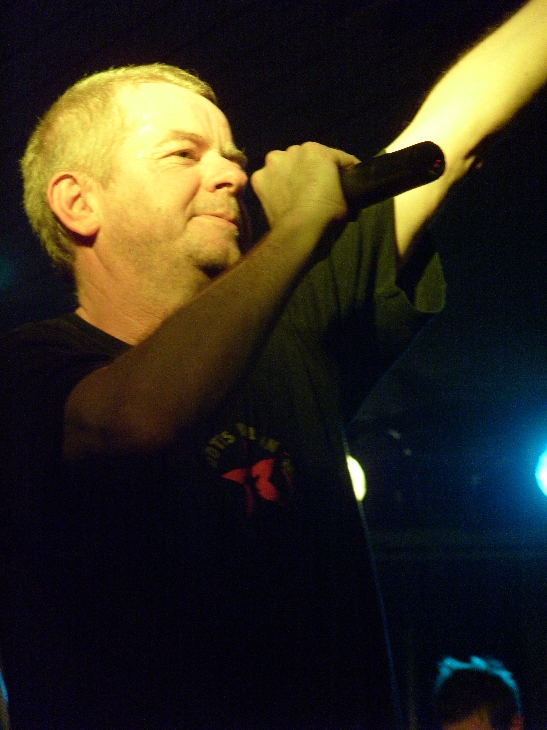
Petr Fiala – wokal, gitara akustyczna
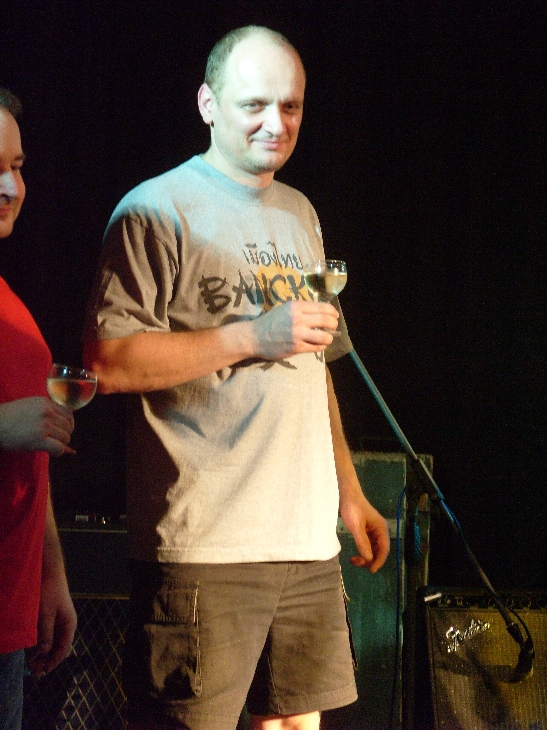
Pavel Koudelka – instrumenty perkusyjne, wokal
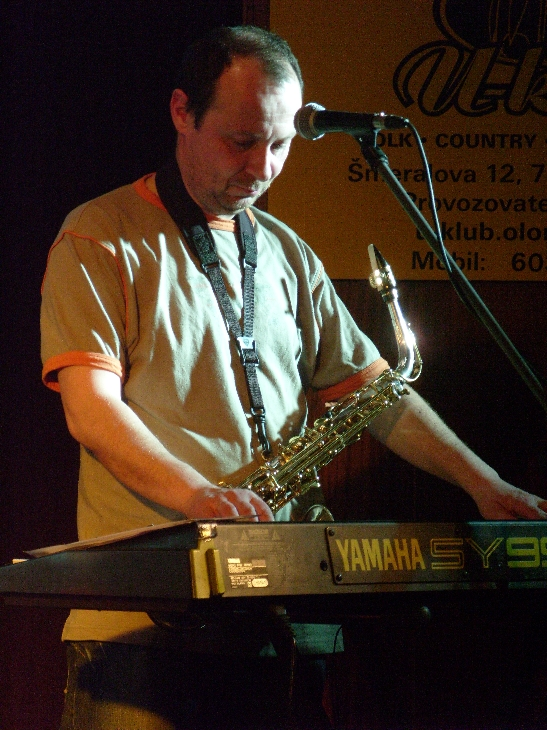
Jiří Tibitanzl – saksofony, instrumenty klawiszowe, instrumenty perkusyjne, wokal
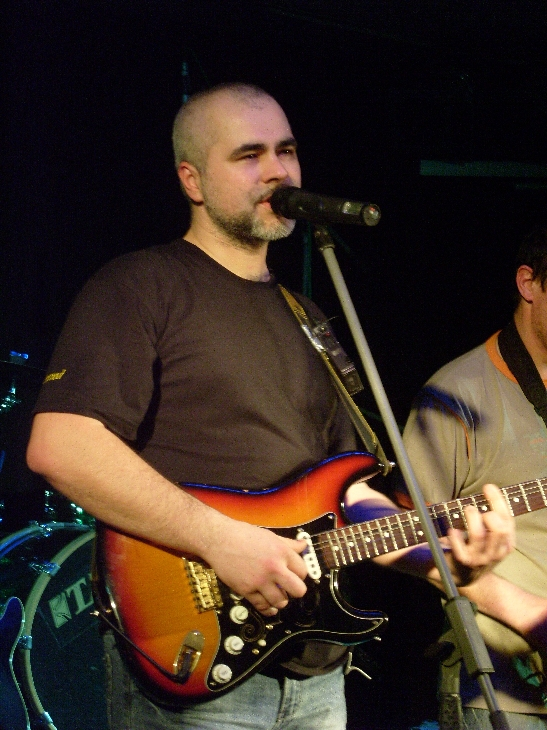
Jaromír Mikel – gitara elektryczna, wokal
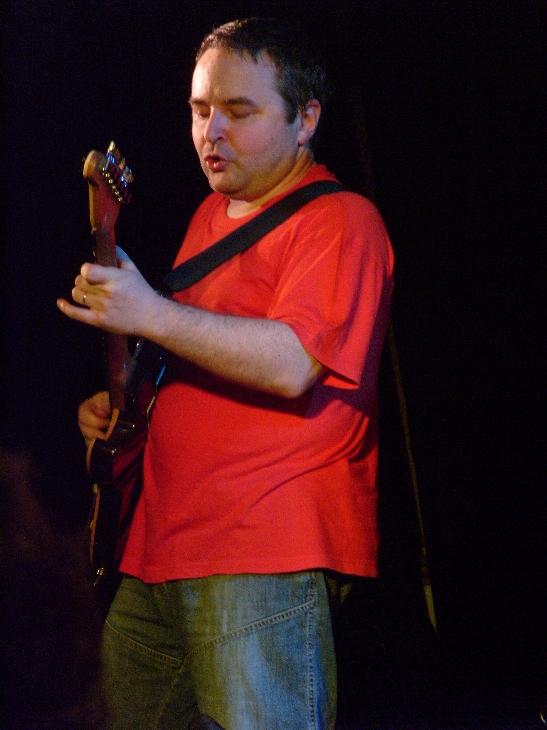
Martin Knor – gitara elektryczna, mandolina
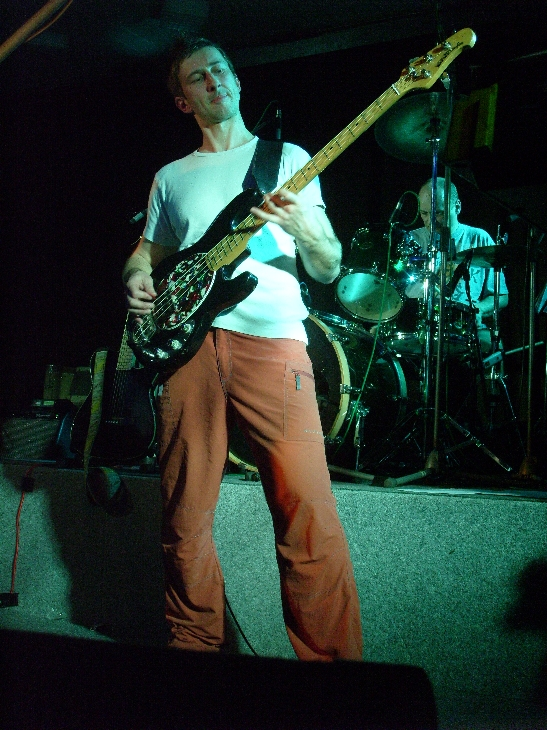
Petr Nekuža – gitara basowa, wokal
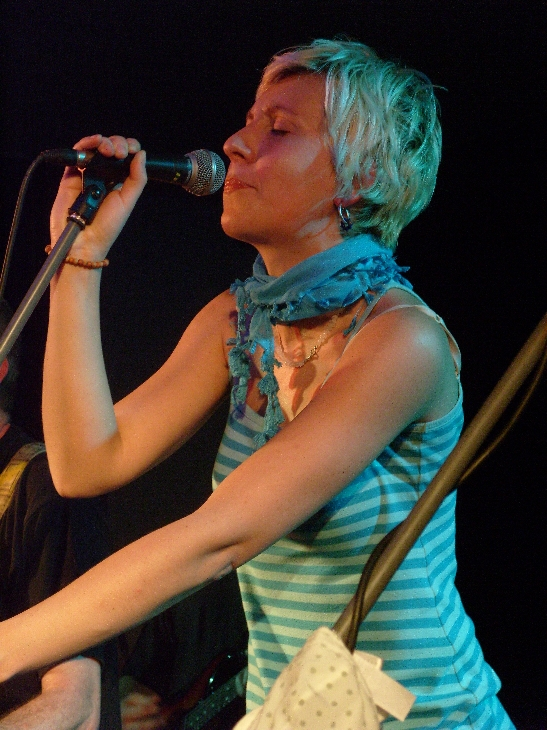
Zuzana Fialová – wokal, menedżerka grupy

## Dyskografia

### Albumy studyjne
- 1991 – Made in Valmez
- 1992 – Furt rovně
- 1993 – Radost až na kost
- 1994 – Valmez rock city
- 1995 – Ryzí zlato
- 1997 – Bajkonur
- 1999 – Chceš mě? Chci Tě!
- 2000 – Nic složitýho
- 2003 – Web site story
- 2006 – Dutý, ale free
- 2008 – Na stanici polární
- 2010 – Takže dobrý
- 2012 – Dáreček
- 2014 - Made in China
- 2017 – Třínohý pes

### Albumy kompilacyjne
- 2001 – Jen pro vlastní potřebu!
- 2008 – Platinum collection
- 2010 – On Stage

### EP
- 1990 – Rock debut